# Кинематограф ЮАР
Кинематограф ЮАР (англ. Cinema of South Africa) — кинематограф африканского государства Южно-Африканская Республика. Первые фильмы выпускались на языке африкаанс, в дальнейшем большинство фильмов издавались на английском языке.

## История
Первый фильм в ЮАР был снят в 1911 году, а первая киностудия, Killarney Film Studios, была основана в 1915 году в Йоханнесбурге. В 1910-х и 1920-х годах многие южноафриканские фильмы снимались вблизи Дурбана, что объясняется использованием характерной сельской местности. В 1931 году вышел первый фильм со звуком — «Sarie Marais».
Среди наиболее известных фильмов, изображающих ЮАР, можно выделить картину Гэвина Худа «Цоци», которая стала обладателем премии «Оскар» 2005 года в номинации «Лучший фильм на иностранном языке», а также фильм Нила Бломкампа «Район № 9», получивший в 2010 году 4 номинации на премию «Оскар».
С 2006 года вручается национальная премия «South African Film and Television Awards» (SAFTA), также известная как «Золотые рога».
В ЮАР существует 4 основных дистрибьютора кинематографической продукции:
- Nu Metro — Paramount Pictures, Warner Bros., New Line Cinema, Bollywood Films, Miramax Films, Universal Pictures (video), DreamWorks SKG, DreamWorks Animation SKG
- Ster Kinekor — PolyGram Filmed Entertainment, Focus Features, Walt Disney Pictures, Columbia Pictures
- United International Pictures — Universal Pictures (theatrical)
- Next Entertainment — 20th Century Fox

## Значимые фигуры

### Режиссёры
- Нил Бломкамп
- Гэвин Худ

### Актёры и актрисы
- Шарлто Копли
- Дэвид Джеймс
- Клифф Саймон
- Джейсон Коуп
- Танит Феникс
- Таня Ван Граан
- Ким Энгельбрехт